# George Hodgson
Pour les articles homonymes, voir Hodgson.
George Ritchie Hodgson, né le 12 octobre 1893 à Montréal (Canada) et décédé le 1er mai 1983 dans la même ville à l'âge de 90 ans, était un nageur canadien du début du XXe siècle. Il était considéré comme le plus grand nageur canadien de l'histoire.
Aux Jeux olympiques de 1912, engagé sur trois courses, il déclare forfait sur le 100 m nage libre mais remporte les deux autres courses, établissant de nouveaux records olympiques.

## Palmarès

### Jeux olympiques
- Jeux olympiques de 1912 à Stockholm ( Suède)
  - Forfait au 100 m nage libre
  -  Médaille d'or au 400 m nage libre
  -  Médaille d'or au 1 500 m nage libre